# Symphylella brevipes
Symphylella brevipes är en mångfotingart som beskrevs av Michelbacher. Symphylella brevipes ingår i släktet findvärgfotingar, och familjen slankdvärgfotingar. Inga underarter finns listade i Catalogue of Life.